# Louis-Gilles Francoeur
Louis-Gilles Francoeur est un journaliste et chroniqueur des questions environnementales (écologiques).
Bachelier es arts de l'Université d'Ottawa et de la Faculté de philosophie de l'Université St-Paul en 1966, Louis-Gilles Francoeur complète en 1972 une scolarité de maîtrise en Sciences politiques (administration publique) à l'Université de Montréal. Journaliste pendant près de 45 ans, il a travaillé successivement au DROIT, à Radio-Canada, puis à CKAC. Il entre au Devoir en 1973 où il occupera diverses fonctions jusqu'en 2012. Il sera responsable pendant les années 1970 de la couverture des relations de travail au Québec. Il s'y démarque notamment par ses enquêtes sur l'industrie de la construction. On lui confie la couverture environnementale en 1982, poste qu'il occupera jusqu'en 2012. Ses enquêtes, ses dossiers et ses analyses des enjeux environnementaux lui valent plusieurs prix, dont ceux de l'Association des biologistes du Québec dont il sera fait membre honoraire, de l'Association québécoise des techniques de l'eau (AQTE), de l’Association des architectes paysagistes du Québec, d’Enjeu Jeunesse et de la Fédération du saumon atlantique. On lui décerne en juin 1988 le prix Olivar-Asselin pour son apport au journalisme d'enquête au Québec et plus particulièrement pour sa contribution à l’éveil environnemental du Québec dans une perspective socio-politique. Il a été désigné Personnalité environnementale de l’année en 1997 par la Fondation québécoise en environnement et nommé au Cercle des Phénix de l’environnement du Québec en l’an 2000.  En 2012, il a été nommé vice-président du Bureau d’audiences publiques sur l’environnement (BAPE), fonction qu'il occupera pendant cinq ans. 